# Маймескулов, Леонид Николаевич
Леонид Николаевич Маймекскулов (укр. Леонід Миколайович Маймескулов; 20 мая 1929, село Красино, Устюженский район, Ленинградская область, РСФСР, СССР — 2012) — советский и украинский учёный-правовед, специалист в области истории государства и права. Кандидат юридических наук (1964), профессор (1990). Заслуженный работник образования Украины (2004).
Занимал должность профессора кафедры истории государства и права Украины и зарубежных стран Национального университета «Юридическая академия имени Ярослава Мудрого» (1990—2012). Был автором учебника по истории государства и права зарубежных стран и ряда статей в нескольких украинских энциклопедических изданиях.

## Биография
Леонид Маймескулов родился 20 мая 1929 года в селе Красино Устюженского района (на тот момент — Ленинградская область). Высшее образование Л. Н. Маймескулов получил в Харьковском юридическом институте. Во время учёбы в институте состоял в студенческом научном кружке истории государства и права. В 1957 году окончил вуз и начал трудиться в органах прокуратуры Украинской ССР.
В 1960 году Леонид Николаевич вернулся в свою альма-матер, где стал работать на кафедре истории государства и права. Обучался в аспирантуре, а в 1964 году защитил диссертацию на соискание учёной степени кандидата юридических наук по теме «Создание рабоче-крестьянской инспекции Украины (1918—1920)», которая состояла из вступления, пяти глав и заключения. Научным руководителем данной работы был профессор С. Л. Фукс, а официальными оппонентами — Б. М. Бабий и Р. С. Павловский. Соответствующая учёная степень была присвоена Л. Н. Маймескулову в том же году. Участвовал в написании статей для четырёхтомника «Радянська енциклопедія історії України», который издавался 1969—1972 годах.
В 1970 году занял должность доцента кафедры истории государства и права. В том же году, в соавторстве с профессорами В. В. Сташисом и А. И. Рогожиним издал монографию «Всеукраинская чрезвычайная комиссия (1918—1922)», которой предшествовал ряд научных статей Леонида Николаевича посвящённых изучению истории органов контроля и правопорядка. В 1970-х — 1980-х годах в рамках работы научной школы по изучению актуальных проблем истории государства и права Украины, которая действовала при кафедре, занимался изучением государственно-правовых аспектов истории правоохранительных органов и вооружённых сил. В 1981 году Л. Н. Маймескулов стал одним из авторов учебного пособия «Рабовладельческое и феодальное государство и право стран Азии и Африки», а в 1990 году была переиздана коллективная монография «Всеукраинская чрезвычайная комиссия (1918—1922)».
В 1990 году получил учёное звание профессора и занял одноименную должность на кафедре истории государства и права Украинской юридической академии (до 1990 года — Харьковский юридический институт, с 1995 по 2010 — Национальная юридическая академия Украины имени Ярослава Мудрого, с 2010 по 2013 — Национальный университет «Юридическая академия имени Ярослава Мудрого»). Также занимался подготовкой учёных-правоведов, был официальным оппонентом на защите кандидатских диссертаций у А. Н. Ярмыша (1970) и А. А. Титарчука (1995), а у Д. А. Тихоненкова был научным руководителем (1998). Принимал участие в написании статей для шеститомника «Юридична енциклопедія», который издавался в 1998—2004 годах, и для Энциклопедии истории Украины. Входил в Харьковскую областную редакционную коллегию серии книг «Реабілітовані історією».
Указом Президента Украины Леонида Кучмы от 9 декабря 2004 Леониду Маймескулову «за весомый вклад в подготовку высококвалифицированных специалистов, многолетнюю плодотворную научную и педагогическую деятельность и по случаю 200-летия учебного заведения» было присвоено почётное звание «Заслуженный работник образования Украины».
В 2008 году была издана, написанная десятью годами ранее монография «Проблемы контроля и надзора за органами ВУЧК и ГПУ УССР в 1918— нач. 1929 гг.» за авторством его ученика Дмитрия Тихоненкова, которая как сообщал сам автор «не могла бы состояться без всемерной помощи» Леонида Маймескулова, которого Тихоненков называл не только своим учителем, но и другом. В 2011 году под редакцией Леонида Николаевича вышел написанный авторским коллективом (Л. Н. Маймескулов, В. В. Россихин и Д. А. Тихоненков) учебник «История государства и права зарубежных стран».
Леонид Николаевич Маймескулов скончался в 2012 году.